# Al-Mazharijja
Al-Mazharijja – wieś w Syrii, w muhafazie Hims, w dystrykcie Hims. W 2004 roku liczyła 467 mieszkańców.